# Autogamia

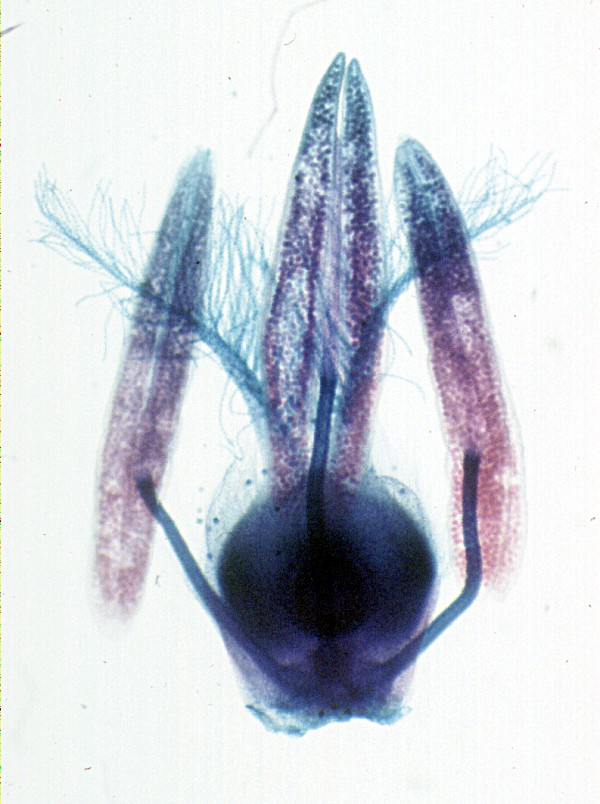
Flor de trigo observada bajo el microscopio. Se observa el ovario redondeado, los tres estambres y el estigma dividido en dos ramas plumosas. Esta especie presenta flores pequeñas, sin pétalos ni sépalos y, en la gran mayoría de los cultivares, la polinización ocurre antes de la apertura de la flor o antesis. Por lo anterior se dice que es una especie autógama.

En botánica, se denomina autogamia al modo de reproducción sexual consistente en la fusión de gametos femeninos y masculinos producidos por el mismo individuo. La polinización con el polen producido por la misma flor o la misma planta es una condición necesaria pero no suficiente para que se produzca autogamia, ya que el polen debe ser capaz de germinar en el estigma, crecer en el estilo y efectuar la doble fecundación. La autogamia está muy difundida entre las malezas, las plantas pioneras y las especies insulares, que necesitan que los individuos aislados fructifiquen y produzcan semillas.  En las especies autógamas, las flores con frecuencia son pequeñas, con piezas florales inconspicuas, producen escasa cantidad de polen y no presentan fragancia ni néctar.

## Tipos de autogamia
La autogamia puede ser obligada o facultativa. Las semillas producidas por una planta autógama obligada provienen solamente de la autopolinización y autofecundación. La cleistogamia, proceso por el cual la polinización y fecundación ocurren antes que la flor se abra, es un mecanismo que conduce a la autogamia obligada. Las semillas de una planta autógama facultativa, en cambio, pueden surgir también por alogamia. 
Las flores de las especies cleistógamas, en general, son pequeñas,  pasan inadvertidas, presentan pedicelos cortos y en muchas ocasiones están asociadas a floración subterránea (Arachis,  Paspalum amphicarpum). Además, es frecuente que presenten anteras más pequeñas o menor número de anteras que las especies chasmógamas relacionadas. En el género Briza, por ejemplo, las especies alógamas y autoincompatibles presentan tres anteras mientras que las dos especies cleistógamas solo presentan una antera y la misma posee solamente un décimo del tamaño.
Cuando la polinización ocurre entre flores distintas del mismo individuo se habla de geitonogamia, situación común en especies con floración masiva, como el lapacho (Tabebuia heptaphylla) o el palo borracho (Ceiba speciosa).  Desde el punto de vista de la variabilidad genética, la geitonogamia es equivalente a la autogamia. 

## Valor adaptativo
Desde el punto de vista genético, una planta autógama obligada será homocigótica para la mayor parte de sus genes, esto es, presentará los mismos alelos en cada locus. Los descendientes de tal planta serán genéticamente iguales entre sí y con respecto a la planta original. La principal ventaja adaptativa de este modo de reproducción, entonces, es que permite la multiplicación de individuos altamente adaptados a un nicho ecológico particular. Su desventaja es que las poblaciones constituidas por un único genotipo presentan menor plasticidad adaptativa; esto es, una capacidad reducida de hacer frente a los cambios del medio ambiente.
Por las razones apuntadas, la mayoría de las especies autógamas son facultativas, es decir, son preponderantemente autógamas pero tienen la capacidad de producir semillas por polinización con otros individuos no emparentados. En otras palabras, la autogamia en estas especies coexiste con la alogamia en un equilibrio adaptativo.
La autogamia logra su mayor ventaja selectiva en aquellas especies que son pioneras, insulares o malezas. En estos casos, las poblaciones deben establecerse a partir de un único individuo aislado de cualquier otro individuo de la misma especie.  Si el individuo pionero perteneciera a una especie alógama no podría dejar descendientes ya que no existe posibilidad de que pueda cruzarse con un individuo de la misma especie. Si, en cambio, tal individuo fuera autógamo, podría producir descendientes y permitir que una población de su especie se establezca en un nuevo lugar o nicho ecológico.

## Evolución
La transición desde la alogamia a la autogamia es una de las tendencias evolutivas más comunes en las plantas. Como se describió previamente, esto se debe a que la autogamia permite la producción de semillas cuando los polinizadores y/o los compañeros reproductivos potenciales son escasos. Esta explicación, denominada «hipótesis del aseguramiento reproductivo», es la más antigua y más ampliamente aceptada para la evolución de la autogamia. No obstante, los beneficios de la autogamia pueden reducirse o anularse en especies con fuerte depresión endogámica. O sea, si los óvulos que se habrían podido usar para ser fecundados por otra planta son autofecundados, la descendencia tendrá menor eficacia biológica. Los rasgos o modificaciones de la morfología floral o del desarrollo que reducen la pérdida potencial de óvulos por autofecundación pero que, al mismo tiempo, permiten la reproducción de la planta, son favorecidos por la selección natural. Los mecanismos de retraso de la autofecundación son variados. La protoginia, por ejemplo, describe la condición en la que los estigmas se hallan receptivos antes de producirse la apertura de las anteras de la misma flor. El intervalo de tiempo hasta que se produce la dehiscencia de las anteras permite las fecundaciones con otras plantas de la misma especie. Si no hubiese fecundación cruzada, la producción de semillas queda asegurada por la autofecundación, una vez que las anteras liberan el polen de la misma flor.